# 나지안조스

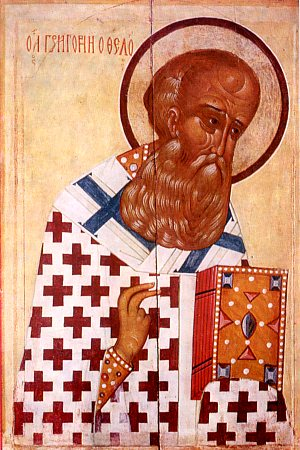

나지안조스(그리스어: Ναζιανζός)는 오늘날 튀르키예에 속해있는 예전 카파도키아의 도시 이름으로서 튀르키예의 지명은 네니지(Nenizi)이다.
나지안조스의 그레고리우스가 태어난 고향으로 잘 알려져 있다.

## 같이 보기
- 나지안조스의 그레고리오스
- 카파도키아 교부